# Hermann Abke
Hermann Abke (* 20. Dezember 1903; † 17. Juli 1944 im Zuchthaus Halle/Saale ermordet) war ein deutscher Zeuge Jehovas, der unter der nationalsozialistischen Diktatur als Kriegsdienstverweigerer hingerichtet wurde.
Abke schloss sich Mitte der 1920er-Jahre den Zeugen Jehovas an. Im April 1944 wurde der Vater dreier Kinder zur Wehrmacht einberufen und verweigerte den Wehrdienst aus religiöser Überzeugung.

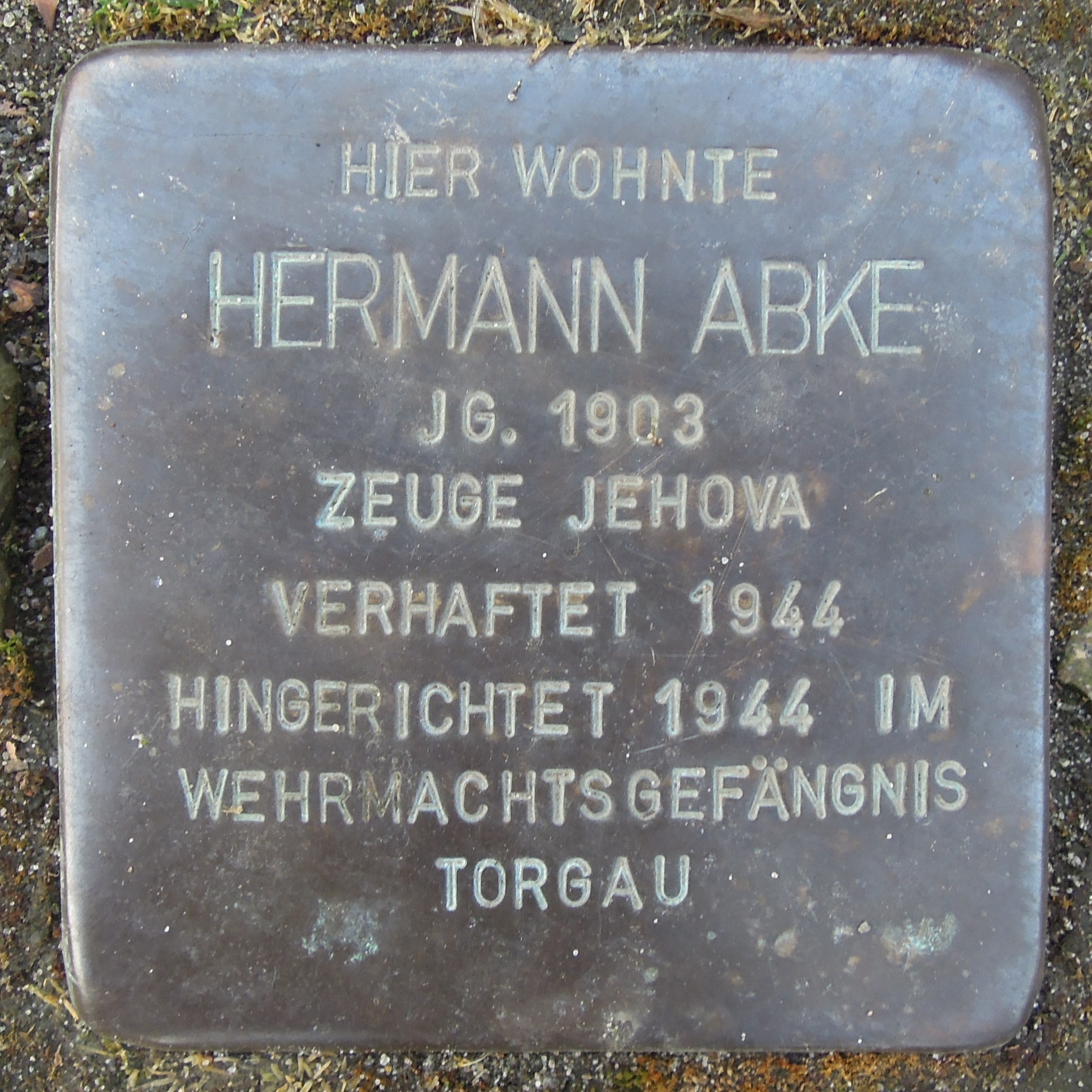
Stolperstein von Herman Abke in Herford

Der Prozess gegen Hermann Abke fand in Torgau statt, da das Reichskriegsgericht wegen ständiger Bombenangriffe auf Berlin ins sächsische Torgau verlegt worden war, dort wurde er im Fort Zinna inhaftiert. Hermann Abke wurde in Torgau, in der ehemaligen Zietenkaserne vor dem Ersten Senat des höchsten deutschen Kriegsgerichtes verurteilt und mit dem Fallbeil in der Justizvollzugsanstalt Halle/Saale ermordet.